# Chuenre

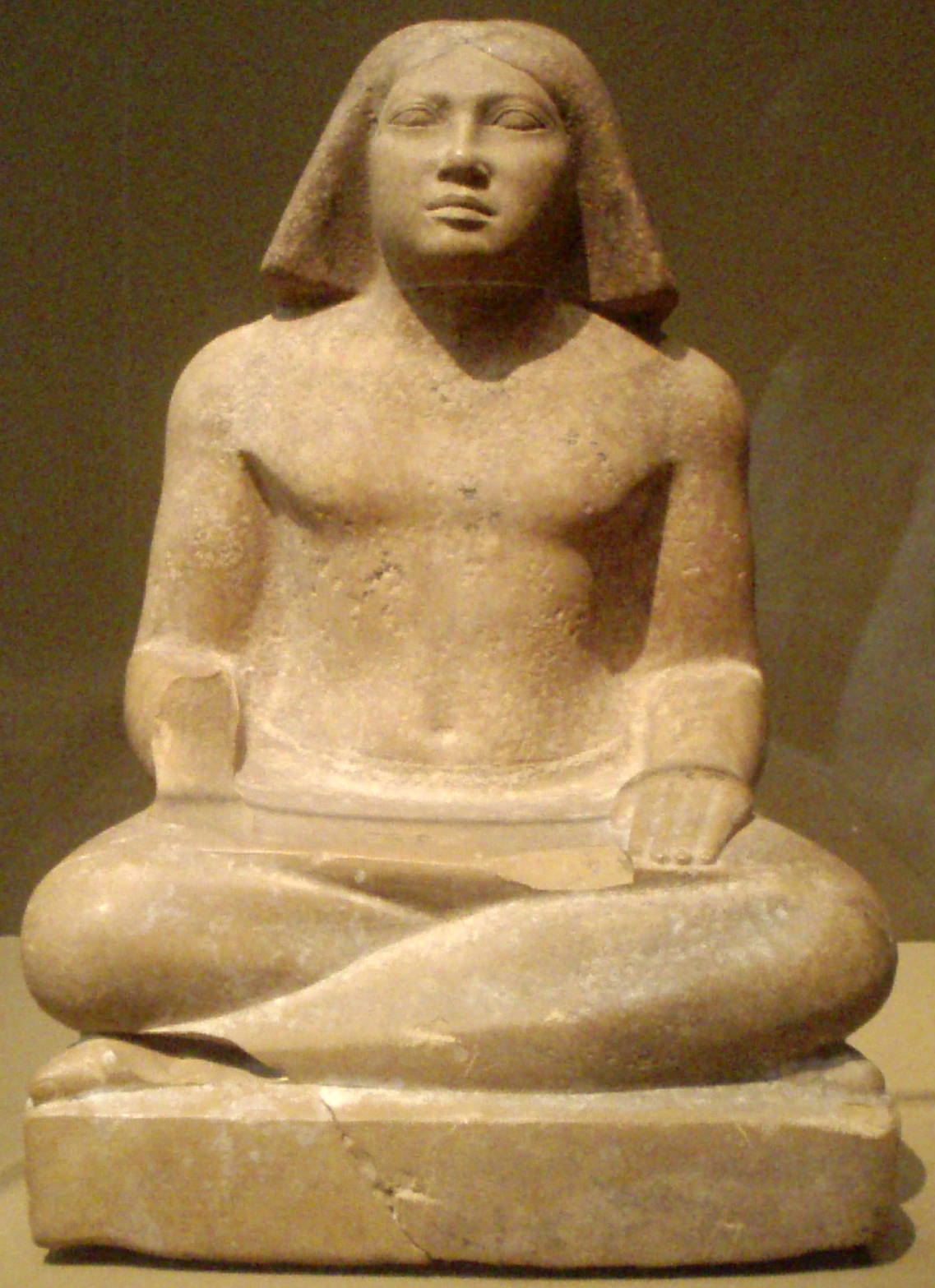
Schreiberstatue des Chuenre im Museum of Fine Arts, Boston

Chuenre war ein Prinz der altägyptischen 4. Dynastie. Er war ein Sohn von Pharao Mykerinos und dessen Gemahlin Chamerernebti II.
Chuenre gehört das Felsgrab MQ 1 auf der Westseite des Mykerinos-Friedhofs in Gizeh. Raum A des Grabes ist mit Reliefs verziert, die unter anderem Chuenre zusammen mit seiner Mutter zeigen. Außerdem wurde in diesem Raum eine kleine Schreiberstatue gefunden, die wahrscheinlich ursprünglich im Serdab des Grabes aufgestellt war und die sich heute im Museum of Fine Arts in Boston befindet. In einem Schacht in Raum B wurde ein Sarkophag aus Rosengranit gefunden.